# Life Gone Wild
Life Gone Wild es el primer EP de la banda de metalcore británica Asking Alexandria. Fue lanzado el 21 de diciembre de 2010, a través de Sumerian Records.Contiene el demo de "Breathless", remezcla dubstep de "A Single Moment of Sincerity" y "Not the American Average", dos covers de Skid Row "18 and Life" y "Youth Gone Wild ", y una versión demo inédito de "I Was Once, Possibly, Maybe, Perhaps a Cowboy King". La portada también recuerda a la portada del álbum de debut Skid Row, de la que toma su nombre, dos títulos de las canciones de Skid Row combinados, "18 and Life" y "Youth Gone Wild".

## Historia
En una entrevista con Alternative Press, Ben Bruce mostró preocupación por la recepción del EP, cuestionando si a la gente le va a gustar o no. Se espera que, debido a su influencia en la música rock 1980, tendrá sus fanes más viejos que recuerdan a la música con la que crecieron, así como la introducción de su público más joven a la música que nunca han oído hablar. El razonamiento detrás de las tapas de Skid Row se debió a su condición de "clásicos de siempre". Los "Sincerity" y "American Average" remixes se hicieron para "ampliar horizontes e introducir personas a otro género de la música que nos gusta escuchar." y lo que está por venir para el álbum de remixes "Stepped Up and Scratchted". Incluyendo "Breathless" en el EP es para dar a los fanes una muestra de lo que está por venir en Reckless and Relentless. El demo de ""I Was Once, Possibly, Maybe, Perhaps a Cowboy King"" es una "versión que la mayoría de la gente no están familiarizados y que no se puede comprar en otro sitio."

## Lista de canciones
| N.º | Título                                                      | Duración |  |
| 1.  | «Youth Gone Wild» (Skid Row cover)                          | 3:17     |  |
| 2.  | «18 and Life» (Skid Row cover)                              | 3:48     |  |
| 3.  | «A Single Moment of Sincerity» (Bare remix)                 | 3:46     |  |
| 4.  | «Not the American Average» (Voorny remix)                   | 4:21     |  |
| 5.  | «I Was Once, Possibly, Maybe, Perhaps a Cowboy King» (Demo) | 4:01     |  |
| 6.  | «Breathless» (Demo de Reckless & Relentless)                | 4:07     |  |

Pistas adicionales
| Bonus Tracks: |                                                                                          |          |  |
| N.º           | Título                                                                                   | Duración |  |
| 1.            | «A Prophecy» (Music video)                                                               |          |  |
| 2.            | «The Final Episode (Let's Change the Channel)» (Music video)                             |          |  |
| 3.            | «If You Can't Ride Two Horses at Once... You Should Get Out of the Circus» (Music video) |          |  |
| 4.            | «A Prophecy» (Behind the Scenes Footage)                                                 |          |  |
| 5.            | «In-Depth Interviews with Asking Alexandria»                                             |          |  |
| 6.            | «Los Angeles Photoshoot by Hristo Shindov»                                               |          |  |

## Músicos

### Asking Alexandria
- Sam Bettley – Bajo
- Ben Bruce –Guitarra líder, programación, coros
- James Cassells – Batería, percusión
- Cameron Liddell – Guitarra rítmica
- Danny Worsnop – Vocalista, teclados, programación, sintetizador